# Cisticola
Cisticola – rodzaj ptaków z podrodziny chwastówek (Cisticolinae) w obrębie rodziny chwastówkowatych (Cisticolidae).

## Rozmieszczenie geograficzne
Rodzaj obejmuje gatunki występujące w Afryce, Eurazji i Australazji.

## Morfologia
Długość ciała 9–17 cm; masa ciała samic 5–24 g, samców 6–29 g.

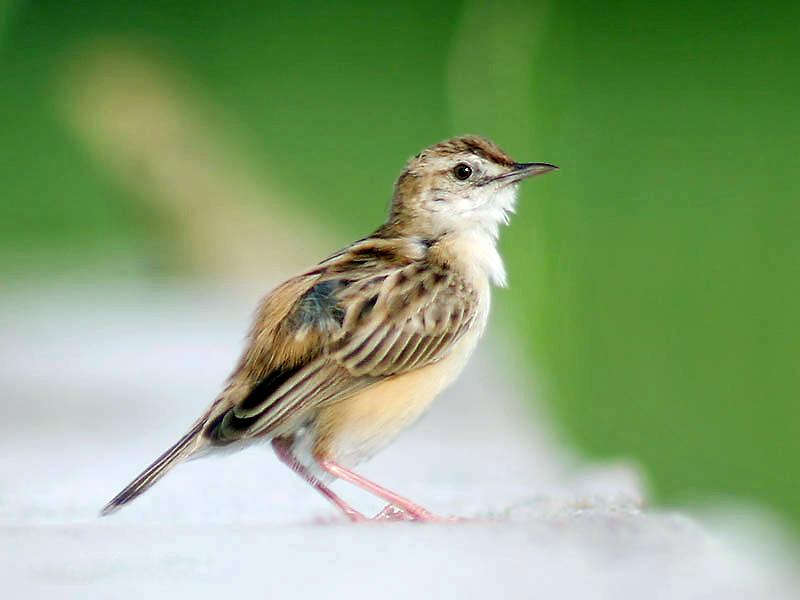
Chwastówka zwyczajna (C. juncidis)

## Systematyka
Rodzaj zdefiniował w 1829 roku niemiecki paleontolog i przyrodnik Johann Jakob Kaup w publikacji własnego autorstwa poświęconej zarysowi historii rozwoju i systemu naturalnego europejskiego świata zwierząt. Gatunkiem typowym jest (absolutna tautonimia) podgatunek chwastówki zwyczajnej, C. juncidis cisticola.

### Etymologia
Cisticola: epitet gatunkowy Sylvia cisticola Temminck, 1820; gr. κιστις kistis ‘koszyk’, od zdrobnienia κιστη kistē ‘kosz’; łac. -cola ‘mieszkaniec’, od colere ‘mieszkać’.

### Podział systematyczny
Do rodzaju należą następujące gatunki:

- Cisticola erythrops (Hartlaub, 1857) – chwastówka rdzawolica
- Cisticola cantans (von Heuglin, 1869) – chwastówka rdzawogłowa
- Cisticola lateralis (Fraser, 1843) – chwastówka grubodzioba
- Cisticola woosnami Ogilvie-Grant, 1908 – chwastówka trelująca
- Cisticola anonymus (J.W. von Müller, 1855) – chwastówka szczebiotliwa
- Cisticola bulliens Lynes, 1930 – chwastówka bulgocząca
- Cisticola chubbi Sharpe, 1892 – chwastówka uboga
- Cisticola hunteri Shelley, 1889 – chwastówka górska
- Cisticola nigriloris Shelley, 1897 – chwastówka maskowa
- Cisticola bakerorum Fjeldså, Dinesen, Davies, Irestedt, Krabbe, Hansen & Bowie, 2021 – chwastówka gwiżdżąca
- Cisticola aberrans (A. Smith, 1843) – chwastówka skalna
- Cisticola bailunduensis Neumann, 1931 – chwastówka brązowa
- Cisticola chiniana (A. Smith, 1843) – chwastówka rechocząca
- Cisticola bodessa Mearns, 1913 – chwastówka stokowa
- Cisticola njombe Lynes, 1933 – chwastówka białogardła
- Cisticola cinereolus Salvadori, 1888 – chwastówka szarawa
- Cisticola restrictus Traylor, 1967 – chwastówka rzeczna
- Cisticola rufilatus (Hartlaub, 1870) – chwastówka rdzawosterna
- Cisticola subruficapilla (A. Smith, 1843) – chwastówka szarogrzbieta
- Cisticola lais (Hartlaub & Finsch, 1870) – chwastówka płaczliwa
- Cisticola anderseni Fjeldså, Dinesen, Davies, Irestedt, Krabbe, Hansen & Bowie, 2021 – chwastówka białosterna
- Cisticola marginatus (von Heuglin, 1869) – chwastówka równikowa
- Cisticola lugubris (Rüppell, 1840) – chwastówka etiopska
- Cisticola haematocephalus Cabanis, 1868 – chwastówka nadbrzeżna
- Cisticola luapula Lynes, 1933 – chwastówka kasztanowoskrzydła
- Cisticola galactotes (Temminck, 1821) – chwastówka rdzawoskrzydła
- Cisticola pipiens Lynes, 1930 – chwastówka świergotliwa
- Cisticola carruthersi Ogilvie-Grant, 1909 – chwastówka papirusowa
- Cisticola tinniens (M.H.C. Lichtenstein, 1842) – chwastówka zielna
- Cisticola robustus (Rüppell, 1845) – chwastówka krępa
- Cisticola aberdare Lynes, 1930 – chwastówka duża
- Cisticola natalensis (A. Smith, 1843) – chwastówka kracząca
- Cisticola ruficeps (Cretzschmar, 1830) – chwastówka cierniowa
- Cisticola guinea Lynes, 1930 – chwastówka stepowa
- Cisticola nana G.A. Fischer & Reichenow, 1884 – chwastówka mała
- Cisticola brachypterus (Sharpe, 1870) – chwastówka sawannowa
- Cisticola rufus (Fraser, 1843) – chwastówka rdzawa
- Cisticola troglodytes (Antinori, 1864) – chwastówka lisia
- Cisticola fulvicapilla (Vieillot, 1817) – chwastówka piskliwa
- Cisticola angusticauda Reichenow, 1891 – chwastówka długosterna
- Cisticola melanurus (Cabanis, 1882) – chwastówka czarnosterna
- Cisticola juncidis (Rafinesque, 1810) – chwastówka zwyczajna
- Cisticola haesitatus (P.L. Sclater & Hartlaub, 1881) – chwastówka popielata
- Cisticola cherina (A. Smith, 1843) – chwastówka malgaska
- Cisticola aridulus Witherby, 1900 – chwastówka pustynna
- Cisticola textrix (Vieillot, 1817) – chwastówka kusa
- Cisticola eximius (von Heuglin, 1869) – chwastówka czarnogrzbieta
- Cisticola dambo Lynes, 1931 – chwastówka katangijska
- Cisticola brunnescens von Heuglin, 1862 – chwastówka bladogłowa
- Cisticola cinnamomeus Reichenow, 1904 – chwastówka cynamonowa
- Cisticola ayresii Hartlaub, 1863 – chwastówka klaskająca
- Cisticola exilis (Vigors & Horsfield, 1827) – chwastówka złotogłowa